# Duits voetbalelftal onder 21 (mannen)
Het Duits voetbalelftal onder 21, of kortweg Jong Duitsland, is een voetbalelftal voor spelers onder de 21 jaar. Spelers die ouder zijn mogen echter wel meedoen als zij maximaal 21 jaar zijn op het moment dat de kwalificatie voor een toernooi begint. Zo kunnen er dus spelers van 23 jaar aan een toernooi meedoen.
Het elftal probeert zich te plaatsen voor het tweejaarlijkse EK onder 21. In dit toernooi kan het elftal in de toernooien die in jaren die deelbaar zijn door vier, zich plaatsen voor de Olympische Spelen van datzelfde jaar.

## Prestaties op eindronden

### EK onder 21
| Jaar   | Resultaat           | GS                  | W                   | G                   | V                   | DV                  | DT                  |
| ------ | ------------------- | ------------------- | ------------------- | ------------------- | ------------------- | ------------------- | ------------------- |
| 1978   | Niet deelgenommen   | Niet deelgenommen   | Niet deelgenommen   | Niet deelgenommen   | Niet deelgenommen   | Niet deelgenommen   | Niet deelgenommen   |
| 1980   | Niet deelgenommen   | Niet deelgenommen   | Niet deelgenommen   | Niet deelgenommen   | Niet deelgenommen   | Niet deelgenommen   | Niet deelgenommen   |
| 1982   | Tweede              | 6                   | 4                   | 0                   | 2                   | 15                  | 9                   |
| 1984   | Niet gekwalificeerd | Niet gekwalificeerd | Niet gekwalificeerd | Niet gekwalificeerd | Niet gekwalificeerd | Niet gekwalificeerd | Niet gekwalificeerd |
| 1986   | Niet gekwalificeerd | Niet gekwalificeerd | Niet gekwalificeerd | Niet gekwalificeerd | Niet gekwalificeerd | Niet gekwalificeerd | Niet gekwalificeerd |
| 1988   | Niet gekwalificeerd | Niet gekwalificeerd | Niet gekwalificeerd | Niet gekwalificeerd | Niet gekwalificeerd | Niet gekwalificeerd | Niet gekwalificeerd |
| 1990   | Kwartfinale         | 2                   | 0                   | 1                   | 1                   | 2                   | 3                   |
| 1992   | Kwartfinale         | 2                   | 0                   | 1                   | 1                   | 4                   | 5                   |
| 1994   | Niet gekwalificeerd | Niet gekwalificeerd | Niet gekwalificeerd | Niet gekwalificeerd | Niet gekwalificeerd | Niet gekwalificeerd | Niet gekwalificeerd |
| 1996   | Kwartfinale         | 2                   | 0                   | 1                   | 1                   | 1                   | 4                   |
| 1998   | Kwartfinale         | 3                   | 2                   | 0                   | 1                   | 3                   | 2                   |
| 2000   | Niet gekwalificeerd | Niet gekwalificeerd | Niet gekwalificeerd | Niet gekwalificeerd | Niet gekwalificeerd | Niet gekwalificeerd | Niet gekwalificeerd |
| 2002   | Niet gekwalificeerd | Niet gekwalificeerd | Niet gekwalificeerd | Niet gekwalificeerd | Niet gekwalificeerd | Niet gekwalificeerd | Niet gekwalificeerd |
| 2004   | 1e ronde            | 3                   | 1                   | 0                   | 2                   | 4                   | 5                   |
| 2006   | 1e ronde            | 3                   | 1                   | 0                   | 2                   | 1                   | 4                   |
| 2007   | Niet gekwalificeerd | Niet gekwalificeerd | Niet gekwalificeerd | Niet gekwalificeerd | Niet gekwalificeerd | Niet gekwalificeerd | Niet gekwalificeerd |
| 2009   | Kampioen            | 5                   | 3                   | 2                   | 0                   | 8                   | 1                   |
| 2011   | Niet gekwalificeerd | Niet gekwalificeerd | Niet gekwalificeerd | Niet gekwalificeerd | Niet gekwalificeerd | Niet gekwalificeerd | Niet gekwalificeerd |
| 2013   | 1e ronde            | 3                   | 1                   | 0                   | 2                   | 4                   | 5                   |
| 2015   | Halve finale        | 4                   | 1                   | 2                   | 1                   | 5                   | 7                   |
| 2017   | Kampioen            | 5                   | 3                   | 1                   | 1                   | 8                   | 3                   |
| 2019   | Tweede              | 5                   | 3                   | 1                   | 1                   | 15                  | 7                   |
| / 2021 | Kampioen            | 6                   | 3                   | 3                   | 0                   | 9                   | 4                   |
| / 2023 | 1e ronde            | 3                   | 0                   | 1                   | 2                   | 2                   | 5                   |
| 2025   | gekwalificeerd      | gekwalificeerd      | gekwalificeerd      | gekwalificeerd      | gekwalificeerd      | gekwalificeerd      | gekwalificeerd      |
| Totaal | 15/25               | 52                  | 22                  | 13                  | 17                  | 81                  | 64                  |

## Statistieken

### Meeste interlands
| Caps | Speler            | Van  | Tot  |
| ---- | ----------------- | ---- | ---- |
| 31   | Fabian Ernst      | 1998 | 2001 |
| 27   | Andreas Beck      | 2007 | 2009 |
| 26   | Mike Hanke        | 2003 | 2005 |
| 25   | Dennis Aogo       | 2007 | 2009 |
| 24   | Christian Tiffert | 2002 | 2004 |
| 24   | Daniel Schwaab    | 2007 | 2010 |
| 24   | Lewis Holtby      | 2009 | 2013 |
| 24   | Moritz Leitner    | 2011 | 2015 |
| 23   | Marco Haber       | 1990 | 1993 |
| 23   | Andreas Neuendorf | 1994 | 1998 |
| 23   | Benjamin Auer     | 2002 | 2004 |
| 23   | Christoph Preuß   | 2002 | 2004 |
| 23   | Sebastian Rudy    | 2009 | 2013 |

### Meeste doelpunten
| Goals | Caps | Speler              | Jaar      |
| ----- | ---- | ------------------- | --------- |
| 18    | 21   | Pierre Littbarski   | 1979–1982 |
| 17    | 20   | Heiko Herrlich      | 1990–1993 |
| 15    | 23   | Benjamin Auer       | 2002–2004 |
| 14    | 26   | Mike Hanke          | 2003–2005 |
| 14    | 24   | Lewis Holtby        | 2009–2013 |
| 13    | 21   | Rouwen Hennings     | 2007–2009 |
| 11    | 22   | Kevin Volland       | 2012–2015 |
| 10    | 19   | Rudi Völler         | 1979–1982 |
| 10    | 22   | Christian Nerlinger | 1992–1996 |

## Bondscoaches
- Hannes Löhr (1990–2002)
- Jürgen Kohler (2002–2003)
- Uli Stielike (2003–2004)
- Dieter Eilts (2004–2008)
- Horst Hrubesch (2008–2009)
- Rainer Adrion (2009–2013)
- Horst Hrubesch (2013–2016)
- Stefan Kuntz (2016–2021)

## Selecties

### Europees kampioenschap
| Selectie van Duitsland U21 bij het Europees kampioenschap 1996 | Selectie van Duitsland U21 bij het Europees kampioenschap 1996 | Selectie van Duitsland U21 bij het Europees kampioenschap 1996 | Selectie van Duitsland U21 bij het Europees kampioenschap 1996 | Selectie van Duitsland U21 bij het Europees kampioenschap 1996 | Selectie van Duitsland U21 bij het Europees kampioenschap 1996 | Selectie van Duitsland U21 bij het Europees kampioenschap 1996 | Selectie van Duitsland U21 bij het Europees kampioenschap 1996 | Selectie van Duitsland U21 bij het Europees kampioenschap 1996 |
| №                                                              | Naam                                                           | Wed.                                                           | Dlpnt.                                                         | Club                                                           |                                                                |                                                                |                                                                |                                                                |
| -------------------------------------------------------------- | -------------------------------------------------------------- | -------------------------------------------------------------- | -------------------------------------------------------------- | -------------------------------------------------------------- | -------------------------------------------------------------- | -------------------------------------------------------------- | -------------------------------------------------------------- | -------------------------------------------------------------- |
| Doel                                                           |                                                                |                                                                |                                                                |                                                                |                                                                |                                                                |                                                                |                                                                |
|                                                                | Uwe Gospodarek                                                 |                                                                |                                                                | VfL Bochum                                                     |                                                                |                                                                |                                                                |                                                                |
| Verdediging                                                    |                                                                |                                                                |                                                                |                                                                |                                                                |                                                                |                                                                |                                                                |
|                                                                | Uwe Ehlers                                                     |                                                                |                                                                | Hansa Rostock                                                  |                                                                |                                                                |                                                                |                                                                |
|                                                                | Thomas Hengen                                                  |                                                                |                                                                | 1. FC Kaiserslautern                                           |                                                                |                                                                |                                                                |                                                                |
|                                                                | Stefan Müller                                                  |                                                                |                                                                | SC Freiburg                                                    |                                                                |                                                                |                                                                |                                                                |
|                                                                | Jens Nowotny                                                   |                                                                |                                                                | Karlsruher SC                                                  |                                                                |                                                                |                                                                |                                                                |
|                                                                | Oliver Schmidt                                                 |                                                                |                                                                | Hertha BSC                                                     |                                                                |                                                                |                                                                |                                                                |
|                                                                | René Schneider                                                 |                                                                |                                                                | Hansa Rostock                                                  |                                                                |                                                                |                                                                |                                                                |
| Middenveld                                                     |                                                                |                                                                |                                                                |                                                                |                                                                |                                                                |                                                                |                                                                |
|                                                                | René Beuchel                                                   |                                                                |                                                                | Eintracht Frankfurt                                            |                                                                |                                                                |                                                                |                                                                |
|                                                                | Matthias Hagner                                                |                                                                |                                                                | Eintracht Frankfurt                                            |                                                                |                                                                |                                                                |                                                                |
|                                                                | Christian Nerlinger                                            |                                                                |                                                                | Bayern München                                                 |                                                                |                                                                |                                                                |                                                                |
|                                                                | Andreas Neuendorf                                              |                                                                |                                                                | Bayer Leverkusen                                               |                                                                |                                                                |                                                                |                                                                |
|                                                                | Carsten Ramelow                                                |                                                                |                                                                | Bayer Leverkusen                                               |                                                                |                                                                |                                                                |                                                                |
|                                                                | Lars Ricken                                                    |                                                                |                                                                | Borussia Dortmund                                              |                                                                |                                                                |                                                                |                                                                |
|                                                                | René Rydlewicz                                                 |                                                                |                                                                | TSV 1860 München                                               |                                                                |                                                                |                                                                |                                                                |
| Aanval                                                         |                                                                |                                                                |                                                                |                                                                |                                                                |                                                                |                                                                |                                                                |
|                                                                | Karsten Bäron                                                  |                                                                |                                                                | Hamburger SV                                                   |                                                                |                                                                |                                                                |                                                                |
|                                                                | André Breitenreiter                                            |                                                                |                                                                | Hamburger SV                                                   |                                                                |                                                                |                                                                |                                                                |
|                                                                | Markus Feldhoff                                                |                                                                |                                                                | Bayer Leverkusen                                               |                                                                |                                                                |                                                                |                                                                |
| Bondscoach: Hannes Löhr                                        |                                                                |                                                                |                                                                |                                                                |                                                                |                                                                |                                                                |                                                                |

| Selectie van Duitsland U21 bij het Europees kampioenschap 1998 | Selectie van Duitsland U21 bij het Europees kampioenschap 1998 | Selectie van Duitsland U21 bij het Europees kampioenschap 1998 | Selectie van Duitsland U21 bij het Europees kampioenschap 1998 | Selectie van Duitsland U21 bij het Europees kampioenschap 1998 | Selectie van Duitsland U21 bij het Europees kampioenschap 1998 | Selectie van Duitsland U21 bij het Europees kampioenschap 1998 | Selectie van Duitsland U21 bij het Europees kampioenschap 1998 | Selectie van Duitsland U21 bij het Europees kampioenschap 1998 |
| №                                                              | Naam                                                           | Wed.                                                           | Dlpnt.                                                         | Club                                                           |                                                                |                                                                |                                                                |                                                                |
| -------------------------------------------------------------- | -------------------------------------------------------------- | -------------------------------------------------------------- | -------------------------------------------------------------- | -------------------------------------------------------------- | -------------------------------------------------------------- | -------------------------------------------------------------- | -------------------------------------------------------------- | -------------------------------------------------------------- |
| Doel                                                           |                                                                |                                                                |                                                                |                                                                |                                                                |                                                                |                                                                |                                                                |
| 1                                                              | Simon Jentzsch                                                 |                                                                |                                                                | Karlsruher SC                                                  |                                                                |                                                                |                                                                |                                                                |
| 12                                                             | Timo Hildebrand                                                |                                                                |                                                                | VfB Stuttgart                                                  |                                                                |                                                                |                                                                |                                                                |
| Verdediging                                                    |                                                                |                                                                |                                                                |                                                                |                                                                |                                                                |                                                                |                                                                |
| 2                                                              | Frank Baumann                                                  |                                                                |                                                                | 1. FC Nürnberg                                                 |                                                                |                                                                |                                                                |                                                                |
| 3                                                              | Lars Müller                                                    |                                                                |                                                                | KFC Uerdingen 05                                               |                                                                |                                                                |                                                                |                                                                |
| 5                                                              | Markus Reiter                                                  |                                                                |                                                                | MSV Duisburg                                                   |                                                                |                                                                |                                                                |                                                                |
| 6                                                              | Christoph Metzelder                                            |                                                                |                                                                | Preußen Münster                                                |                                                                |                                                                |                                                                |                                                                |
| 7                                                              | Mustafa Dogan                                                  |                                                                |                                                                | Fenerbahçe SK                                                  |                                                                |                                                                |                                                                |                                                                |
| 14                                                             | Thomas Cichon                                                  |                                                                |                                                                | 1. FC Köln                                                     |                                                                |                                                                |                                                                |                                                                |
| 16                                                             | Uwe Ehlers                                                     |                                                                |                                                                | Hansa Rostock                                                  |                                                                |                                                                |                                                                |                                                                |
| Middenveld                                                     |                                                                |                                                                |                                                                |                                                                |                                                                |                                                                |                                                                |                                                                |
| 4                                                              | Michael Ballack                                                |                                                                |                                                                | 1. FC Kaiserslautern                                           |                                                                |                                                                |                                                                |                                                                |
| 9                                                              | Christian Fährmann                                             |                                                                |                                                                | Hertha BSC                                                     |                                                                |                                                                |                                                                |                                                                |
| 10                                                             | Danny Schwarz                                                  |                                                                |                                                                | VfB Stuttgart                                                  |                                                                |                                                                |                                                                |                                                                |
| 13                                                             | Kai Michalke                                                   |                                                                |                                                                | VfL Bochum                                                     |                                                                |                                                                |                                                                |                                                                |
| 17                                                             | Lars Ricken                                                    |                                                                |                                                                | Borussia Dortmund                                              |                                                                |                                                                |                                                                |                                                                |
| 18                                                             | Andreas Neuendorf                                              |                                                                |                                                                | Hertha BSC                                                     |                                                                |                                                                |                                                                |                                                                |
| Aanval                                                         |                                                                |                                                                |                                                                |                                                                |                                                                |                                                                |                                                                |                                                                |
| 8                                                              | Miroslav Klose                                                 |                                                                |                                                                | FC 08 Homburg                                                  |                                                                |                                                                |                                                                |                                                                |
| 11                                                             | Markus Schroth                                                 |                                                                |                                                                | Karlsruher SC                                                  |                                                                |                                                                |                                                                |                                                                |
| 15                                                             | Thomas Brdaric                                                 |                                                                |                                                                | Fortuna Köln                                                   |                                                                |                                                                |                                                                |                                                                |
| Bondscoach: Hannes Löhr                                        |                                                                |                                                                |                                                                |                                                                |                                                                |                                                                |                                                                |                                                                |

| Selectie van Duitsland U21 bij het Europees kampioenschap 2017 | Selectie van Duitsland U21 bij het Europees kampioenschap 2017 | Selectie van Duitsland U21 bij het Europees kampioenschap 2017 | Selectie van Duitsland U21 bij het Europees kampioenschap 2017 | Selectie van Duitsland U21 bij het Europees kampioenschap 2017 | Selectie van Duitsland U21 bij het Europees kampioenschap 2017 | Selectie van Duitsland U21 bij het Europees kampioenschap 2017 | Selectie van Duitsland U21 bij het Europees kampioenschap 2017 | Selectie van Duitsland U21 bij het Europees kampioenschap 2017 |
| №                                                              | Naam                                                           | Wed.                                                           | Dlpnt.                                                         | Club                                                           |                                                                |                                                                |                                                                |                                                                |
| -------------------------------------------------------------- | -------------------------------------------------------------- | -------------------------------------------------------------- | -------------------------------------------------------------- | -------------------------------------------------------------- | -------------------------------------------------------------- | -------------------------------------------------------------- | -------------------------------------------------------------- | -------------------------------------------------------------- |
| Doel                                                           |                                                                |                                                                |                                                                |                                                                |                                                                |                                                                |                                                                |                                                                |
| 1                                                              | Marvin Schwäbe                                                 |                                                                |                                                                | Dynamo Dresden                                                 |                                                                |                                                                |                                                                |                                                                |
| 12                                                             | Julian Pollersbeck                                             |                                                                |                                                                | 1. FC Kaiserslautern                                           |                                                                |                                                                |                                                                |                                                                |
| 23                                                             | Odisseas Vlachodimos                                           |                                                                |                                                                | Panathinaikos                                                  |                                                                |                                                                |                                                                |                                                                |
| Verdediging                                                    |                                                                |                                                                |                                                                |                                                                |                                                                |                                                                |                                                                |                                                                |
| 2                                                              | Jeremy Toljan                                                  |                                                                |                                                                | 1899 Hoffenheim                                                |                                                                |                                                                |                                                                |                                                                |
| 3                                                              | Yannick Gerhardt                                               |                                                                |                                                                | VfL Wolfsburg                                                  |                                                                |                                                                |                                                                |                                                                |
| 4                                                              | Jonathan Tah                                                   |                                                                |                                                                | Bayer Leverkusen                                               |                                                                |                                                                |                                                                |                                                                |
| 5                                                              | Niklas Stark                                                   |                                                                |                                                                | Hertha BSC                                                     |                                                                |                                                                |                                                                |                                                                |
| 6                                                              | Gideon Jung                                                    |                                                                |                                                                | Hamburger SV                                                   |                                                                |                                                                |                                                                |                                                                |
| 14                                                             | Lukas Klünter                                                  |                                                                |                                                                | 1. FC Köln                                                     |                                                                |                                                                |                                                                |                                                                |
| 15                                                             | Marc-Oliver Kempf                                              |                                                                |                                                                | SC Freiburg                                                    |                                                                |                                                                |                                                                |                                                                |
| 16                                                             | Thilo Kehrer                                                   |                                                                |                                                                | FC Schalke 04                                                  |                                                                |                                                                |                                                                |                                                                |
| Middenveld                                                     |                                                                |                                                                |                                                                |                                                                |                                                                |                                                                |                                                                |                                                                |
| 7                                                              | Max Meyer                                                      |                                                                |                                                                | FC Schalke 04                                                  |                                                                |                                                                |                                                                |                                                                |
| 8                                                              | Mahmoud Dahoud                                                 |                                                                |                                                                | Borussia M'gladbach                                            |                                                                |                                                                |                                                                |                                                                |
| 10                                                             | Maximilian Arnold                                              |                                                                |                                                                | VfL Wolfsburg                                                  |                                                                |                                                                |                                                                |                                                                |
| 11                                                             | Serge Gnabry                                                   |                                                                |                                                                | Werder Bremen                                                  |                                                                |                                                                |                                                                |                                                                |
| 17                                                             | Mitchell Weiser                                                |                                                                |                                                                | Hertha BSC                                                     |                                                                |                                                                |                                                                |                                                                |
| 18                                                             | Nadiem Amiri                                                   |                                                                |                                                                | 1899 Hoffenheim                                                |                                                                |                                                                |                                                                |                                                                |
| 19                                                             | Janik Haberer                                                  |                                                                |                                                                | SC Freiburg                                                    |                                                                |                                                                |                                                                |                                                                |
| 20                                                             | Levin Öztunali                                                 |                                                                |                                                                | 1. FSV Mainz 05                                                |                                                                |                                                                |                                                                |                                                                |
| 21                                                             | Dominik Kohr                                                   |                                                                |                                                                | FC Augsburg                                                    |                                                                |                                                                |                                                                |                                                                |
| Aanval                                                         |                                                                |                                                                |                                                                |                                                                |                                                                |                                                                |                                                                |                                                                |
| 9                                                              | Davie Selke                                                    |                                                                |                                                                | RB Leipzig                                                     |                                                                |                                                                |                                                                |                                                                |
| 13                                                             | Felix Platte                                                   |                                                                |                                                                | SV Darmstadt 98                                                |                                                                |                                                                |                                                                |                                                                |
| 22                                                             | Maximilian Philipp                                             |                                                                |                                                                | SC Freiburg                                                    |                                                                |                                                                |                                                                |                                                                |
| Bondscoach: Stefan Kuntz                                       |                                                                |                                                                |                                                                |                                                                |                                                                |                                                                |                                                                |                                                                |

DFB · A-internationals · Bondscoaches · Duits vrouwenelftal · Olympisch elftal · Duitsland U21 · Duitsland U20 · Duitsland U19 · Duitsland U18 · Duitsland U17 · Duitsland U16 · Vrouwen U17
1905 – 1919 · 
1920 – 1929 · 
1930 – 1939 · 
1940 – 1949 · 
1950 – 1959 · 
1960 – 1969 · 
1970 – 1979 · 
1980 – 1989 · 
1990 – 1999 · 
2000 – 2009 · 
2010 – 2019 · 
2020 – 2029
EK's: 1972 · 
1976 · 
1980 · 
1984 · 
1988 · 
1992 · 
1996 · 
2000 · 
2004 · 
2008 · 
2012 · 
2016 · 
2020 · 
2024
CC: 1999 · 
2005 · 
2017
WK's: 1934 ·
1938 · 
1954 · 
1958 · 
1962 · 
1966 · 
1970 · 
1974 · 
1978 · 
1982 · 
1986 · 
1990 · 
1994 · 
1998 · 
2002 · 
2006 · 
2010 · 
2014 · 
2018 · 
2022
OS: 1912 ·
1928 ·
1936 ·
2016 ·
2020
Albanië ·
Algerije ·
Argentinië ·
Armenië ·
Australië ·
Azerbeidzjan ·
België ·
Bohemen en Moravië ·
Bolivia ·
Bosnië en Herzegovina ·
Brazilië ·
Bulgarije ·
Canada ·
Chili ·
China ·
Colombia ·
Costa Rica ·
Cyprus ·
DDR ·
Denemarken ·
Ecuador ·
Egypte ·
Engeland ·
Estland ·
Faeröer ·
Finland ·
Frankrijk ·
Georgië ·
Ghana ·
Gibraltar ·
GOS ·
Griekenland ·
Hongarije ·
Ierland ·
IJsland ·
Iran ·
Israël ·
Italië ·
Ivoorkust ·
Japan ·
Joegoslavië ·
Kameroen ·
Kazachstan ·
Koeweit ·
Kroatië ·
Letland ·
Liechtenstein ·
Litouwen ·
Luxemburg ·
Malta ·
Marokko ·
Mexico ·
Moldavië ·
Nederland ·
Nieuw-Zeeland ·
Nigeria ·
Noord-Ierland ·
Noord-Macedonië ·
Noorwegen ·
Oekraïne ·
Oman ·
Oostenrijk ·
Paraguay ·
Peru ·
Polen ·
Portugal ·
Roemenië ·
Rusland ·
Saarland ·
San Marino ·
Saoedi-Arabië ·
Schotland ·
Servië ·
Servië en Montenegro · 
Slovenië ·
Slowakije ·
Sovjet-Unie ·
Spanje ·
Thailand ·
Tsjechië ·
Tsjecho-Slowakije ·
Tunesië ·
Turkije ·
Uruguay ·
Verenigde Arabische Emiraten ·
Verenigde Staten ·
Wales ·
Wit-Rusland ·
Zuid-Afrika ·
Zuid-Korea ·
Zweden ·
Zwitserland
Algerije (1982) · 
Algerije (2014) · 
Argentinië (1986) ·
Argentinië (1990) ·
Argentinië (2006) ·
Argentinië (2014) · 
Australië (2010) ·
België (1980) · 
Brazilië (2002) ·
Brazilië (2014) · 
Chili (1982) ·
Costa Rica (2006) ·
Denemarken (1992) ·
Denemarken (2012) · 
Ecuador (2006) ·
Engeland (1966) ·
Engeland (1982) ·
Engeland (2010) ·
Engeland (2021) ·
Frankrijk (2014) · 
Frankrijk (2021) · 
Ghana (2014) ·
Griekenland (2012) · 
Hongarije (1954, 2) ·
Hongarije (2021) ·
Italië (1982) ·
Italië (2006) ·
Italië (2012) · 
Japan (2022) · 
Kroatië (2008) ·
Mexico (2018) ·
Nederland (1974) ·
Nederland (2012) ·
Oekraïne (2016) ·
Oostenrijk (1982) ·
Oostenrijk (2008) ·
Polen (2006) ·
Polen (2008) ·
Polen (2016) ·
Portugal (2006) ·
Portugal (2008) ·
Portugal (2012) ·
Portugal (2014) ·
Portugal (2021) ·
Servië (2010) ·
Sovjet-Unie (1972) · 
Spanje (1982) ·
Spanje (2008) ·
Spanje (2022) ·
Tsjechië (1996, 2) · 
Tsjecho-Slowakije (1976) ·
Turkije (2008) ·
Verenigde Staten (2014) ·
Zuid-Korea (2018) ·
Zweden (2006)
 Albanië ·  Andorra ·  Armenië ·  Azerbeidzjan ·  België ·  Bosnië en Herzegovina ·  Bulgarije ·  Cyprus ·  Denemarken ·  Duitsland ·  Engeland ·  Estland ·  Faeröer ·  Finland ·  Frankrijk ·  Georgië ·  Gibraltar ·  Griekenland ·  Hongarije ·  Ierland ·  IJsland ·  Israël ·  Italië ·  Kazachstan ·  Kosovo ·  Kroatië ·  Letland ·  Liechtenstein ·  Litouwen ·  Luxemburg ·  Malta ·  Moldavië ·  Montenegro ·  Nederland ·  Noord-Ierland ·  Noord-Macedonië ·  Noorwegen ·  Oekraïne ·  Oostenrijk ·  Polen ·  Portugal ·  Roemenië ·  Rusland ·  San Marino ·  Schotland ·  Servië ·  Slovenië ·  Slowakije ·  Spanje ·  Tsjechië ·  Turkije ·  Wales ·  Wit-Rusland ·  Zweden ·  Zwitserland
 Joegoslavië ·  DDR ·  Servië en Montenegro ·  Sovjet-Unie ·  Tsjecho-Slowakije